# Paridris dunensis
Paridris dunensis är en stekelart som beskrevs av Durgadas Mukerjee 1994. Paridris dunensis ingår i släktet Paridris och familjen Scelionidae. Inga underarter finns listade i Catalogue of Life.